# Ödegårdens kalkbruk

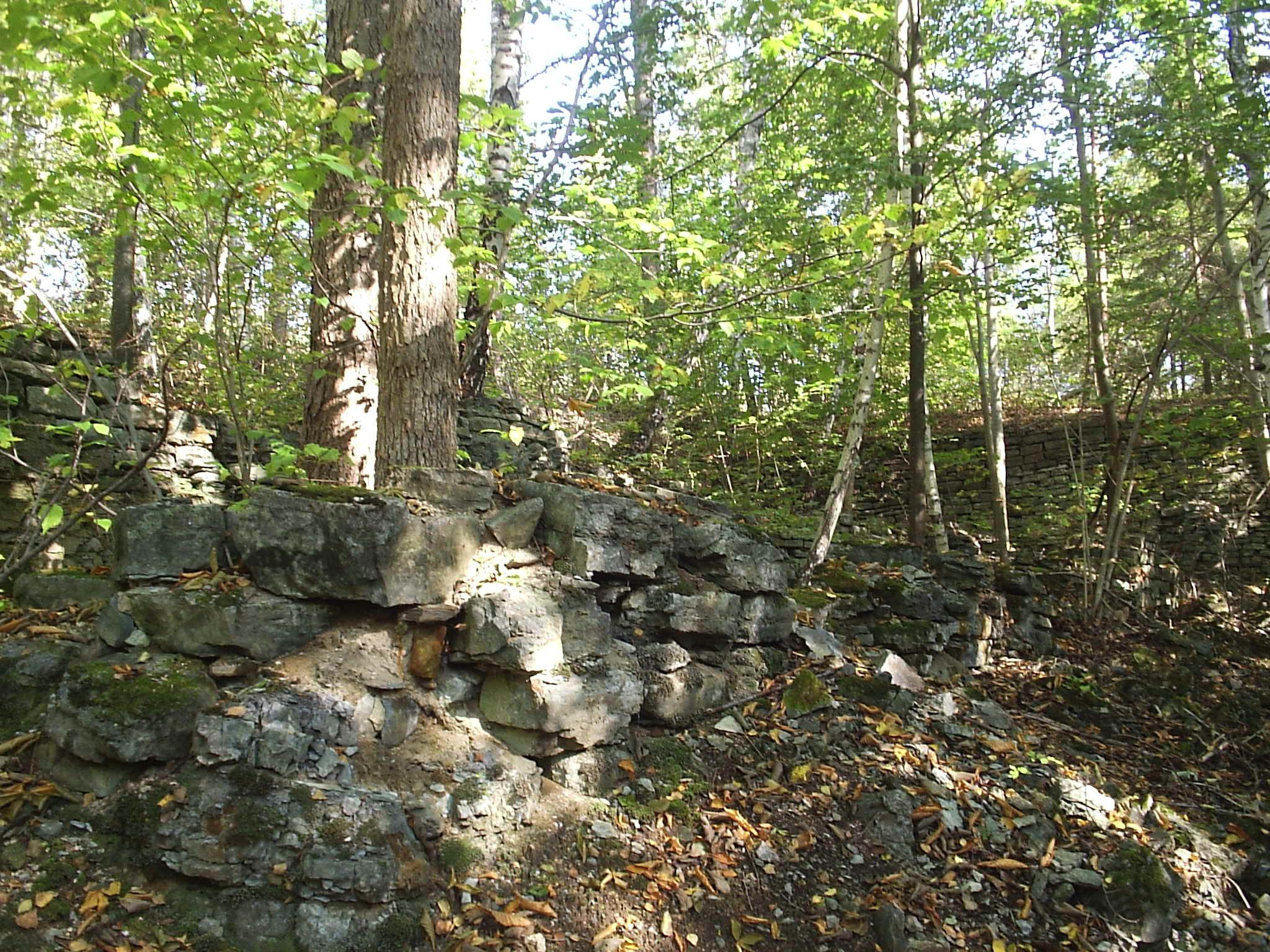
Grundmurarna i kalksten från det forna lokstallet

Ödegårdens kalkbruk är en tidigare industrianläggning sydväst om samhället Ekedalen i Tidaholms kommun. 
Ekedalens kalkbrott, som användes för råvaran, breder ut sig som en stor grop i ett annars flackt landskap. Tidigare brännugnar går fortfarande att avläsa. Framför ugnarna finns rester av lastbryggor. 

## Historik
Ödegårdens kalkbruk fick sitt namn efter den gård där det anlades, Ödegården i Varvs socken. Förmodligen startade driften i mitten av 1800-talet. Från Ekedalens station anlades 1878 ett stickspår till kalkbrottet. Åren 1881-1885 expanderade verksamheten. Då producerades årligen 36 000 kubikfot kalk till ett värde av 4 300 kronor. Därefter saknas under en rad år uppgifter om driften. Nästa gång Ödegården redovisas är år 1890, som en verksamhet under närbelägna Kavlås/Övertorps kalkbruk.
År 1908 övertogs driften av Ödegårdens kalkbruks AB, med Alfred von Essen som en av huvudägarna. Bolaget hade stora planer. Bruket byggdes ut och ett flertal lok köptes in för att rationalisera driften. Förut användes järnvägen bara för att transportera bränd kalk och köra ut bränd skiffer på rödfyrtipparna. Nu kom järnvägen att nyttjas även för att frakta bruten skiffer och kalksten fram till ugnarna (hade tidigare skett med skottkärror). Första året efter von Essens övertagande sysselsattes ett 70-tal arbetare. Följande år växte arbetsstyrkan, i takt med att driften expanderade. Ett 20-tal nya brännugnar anlades. Järnvägen underlättade transporterna och ökade avsättningsområdet. Åren 1910-1919 producerades årligen 200 000-250 000 hektoliter bränd kalk. Omkring 135 arbetare var sysselsatta.
År 1919 övertogs Ödegårdens kalkbruk av Västergötlands Förenade Kalkindustrier, VFK. Därpå minskade produktionen till 94 000 hektoliter kalk årligen 1920-1924. Antalet anställda arbetare sjönk till ett 60-tal. Ytterligare tre år drevs produktionen, som stadigt minskade. 
Sedan driften vid Ödegårdens kalkbruk lades ner 1927 revs järnvägsspåren. Loken överfördes till närbelägna Kavlås/Övertorps kalkbruk.